# Trei metri deasupra cerului (film din 2004)
 Tre Metri Sopra Il Cielo  (în română:  Trei Metri Deasupra Cerului ) este un film realizat de regizorul italian Luca Lucini în anul 2004. Filmul îi are în rolurile principale pe actorii Katy Louise Saunders și Riccardo Scamarcio. Pelicula este bazată pe cartea omonimă a scriitorului Federico Moccia.

## Sinopsis
Povestea se desfășoară în Roma (Italia), unde îi cunoaștem pe doi adolescenți, Roberta "Babi" Gervasi (Katy Louise Saunders), o fată de șaptesprezece ani, elevă exemplară la o școală privată de fete; și Stefano "Step" Mancini (Riccardo Scamarcio), un băiat de nouăsprezece ani dintr-o familie bogată, dar care este foarte violent și pasionat de cursele de motociclete. Inițial, Babi simte ostilitate și dispreț față de Step, dar ulterior se îndrăgostesc. Pararel, și Pallina (Maria Chiara Augenti), cea mai bună prietenă a lui Babi, începe o relație cu Pollo (Mauro Meconi), prietenul lui Step.
Diferențele dintre protagoniștii sunt inițial o legătură solidă pentru istoria lor: cei doi se văd cât mai des, chiar dacă asta înseamnă sacrificarea unelor lecții la școală, și doar una dintre multele zile petrecute cu Step, Babi îi ofera fecioria ei, această scenă urcându-i "trei metri deasupra cerului". Cu toate acestea, cei doi au o relație de câteva luni în care amândoi se ceartă adesea, chiar dacă după câteva zile se împacă.
Încheierea relații lor vine după moartea lui Pollo într-una din multele curse clandestine de motociclete din Roma. Step nu are nimic de a face cu incidentul, dar Babi își dă seama de viața periculoasă care o are Step și îi spune că nu mai vrea să aibă nimic de a face cu el. Filmul se încheie cu un salt de șase luni, după care Pallina nu-l poate uita pe Pollo și Step nu o poate uita pe Babi, care între timp s-a întors la vechea ei viață și începe altă relație cu vecinul ei.
1. ↑   http://www.imdb.com/title/tt0388483/, accesat în 19 mai 2016 Lipsește sau este vid: |title= (ajutor)
2. ↑   http://www.filmaffinity.com/es/film403177.html, accesat în 19 mai 2016 Lipsește sau este vid: |title= (ajutor)